# Zeuxia zejana
Zeuxia zejana är en tvåvingeart som beskrevs av Kolomiets 1971. Zeuxia zejana ingår i släktet Zeuxia och familjen parasitflugor. Inga underarter finns listade i Catalogue of Life.